# Friedrich-Wilhelm Hauck
Friedrich-Wilhelm Hauck (Breslavia, 10 gennaio 1897 – Überlingen, 15 aprile 1979) è stato un generale tedesco.

## Biografia
Friedrich-Wilhelm Hauck prese parte alla prima guerra mondiale dove venne promosso a tenente, partecipò alla seconda guerra mondiale come colonnello, nel 1943 venne promosso a Generalmajor e nel 1944 a Generallutnant.
Sotto il suo comando, la 305. Infanterie-Division fu implicata in crimini di guerra in Italia, ma non fu mai accusato. Fu fatto prigioniero di guerra durante la resa del Gruppo d'Armate C il 2 maggio 1945 in Italia. Liberato dalla prigionia americana all'inizio del 1948, lavorò per l'Evangelical Relief Organization.
Morì il 15 aprile 1979 a Überlingen.